# Tomás, o Eslavo
Tomás, o Eslavo (em grego: Θωμᾶς; c. 760 — outubro de 823) foi um comandante militar do Império Bizantino que se notabilizou principalmente por liderar uma revolta em larga escala contra o imperador Miguel II, o Amoriano (r. 820–829), entre 820 e 823.
Tomás era provavelmente de origem eslava da região do Ponto (atualmente o nordeste da Turquia), embora isso seja contradito por algumas fontes que o apresentam como arménio. Juntamente com os futuros imperadores Miguel II e Leão V, o Arménio (r. 813–820), ascendeu na carreira sob a proteção do general de origem arménia Vardanes, o Turco. Este rebelou-se em 803, chegando a autoproclamar-se imperador, mas a rebelião fracassou. Após isso, não se sabe o que aconteceu a Tomás, que só volta à ribalta quando Leão V sobe ao trono bizantino e lhe atribui um comando militar importante. Depois do assassinato de Leão por ordem de Miguel, o Amoriano, que usurpou o trono, Tomás revolta-se, reclamando o trono para ele. Obtém rapidamente o apoio da maior parte dos temas (províncias militares) e tropas da Ásia Menor e alia-se ao Califado Abássida. Depois de tomar os temas marítimos e os seus navios, em 821 navega com o seu exército para cercar Constantinopla. Miguel II pede ajuda ao líder búlgaro Omortague, cujas tropas atacam Tomás. Embora repelidos, os búlgaros infligem pesadas baixas nas tropas de Tomás, que bate em retirada quando Miguel passou ao ataque alguns meses mais tarde. Tomás refugiou-se em Arcadiópolis (atual Lüleburgaz), na Trácia, onde pouco depois foi cercado pelas tropas de Miguel e executado.
A rebelião de Tomás foi uma das maiores da história bizantina, mas as circunstâncias em que ocorreu não são claras devido às contradições das narrativas históricas, que incluem relatos forjados por Miguel que distorcem os registos da revolta, para a qual, consequentemente, são apontados várias causas e motivações, que variam desde uma reação ao Iconoclasma até à ambição pessoal de Tomás e ao seu desejo de vingança pela morte de Leão V, passando por uma revolução social popular e uma revolta dos grupos étnicos não gregos do império. Os efeitos da revolta no poderio militar do império também é um tema controverso.

## Origens e início da carreira
Embora seja conhecido como eslavo, a verdadeira origem étnica de Tomás não é clara. Segundo a crónica Teófanes Continuado, ele era descendente de eslavos da Ásia Menor, ou seja, dos eslavos meridionais que foram forçados pelos bizantinos a abandonar os Balcãs e a fixar-se na Anatólia entre os séculos VI e VII. Já o cronista José Genésio (século X) chama-lhe "Tomás do Lago Gouzourou, de raça arménia". Muitos académicos modernos defendem a ascendência eslava e acreditam que tenha nascido na cidade de Gaziura, no Ponto. O epíteto "O Eslavo" só começou a ser usado nos tempos modernos.
Nada se sabe acerca da sua família e dos anos de juventude, exceto que os pais eram pobres e que não recebeu educação. Atendendo a que tinha entre 50 e 60 anos de idade quando se rebelou, provavelmente terá nascido cerca de 760.

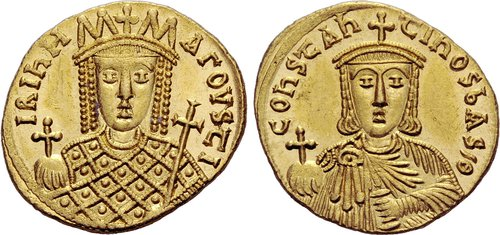
Soldo de Irene de Atenas e r.

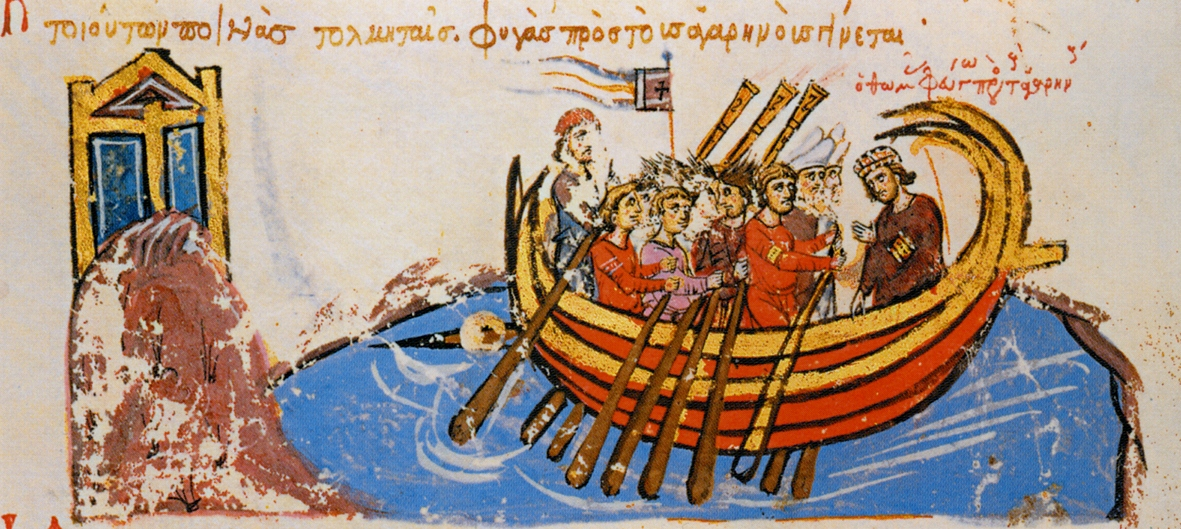
Suposta fuga de Tomás para junto dos árabes. Iluminura do Escilitzes de Madrid

Há dois relatos diferentes da vida de Tomás, ambos mencionados em Teófanes Continuado e nas crónicas de Genésio. Numa das versões, Tomás aparece pela primeira vez em 803, acompanhando o general Vardanes, o Turco, e prossegue a carreira militar até lançar a sua revolta no início da década de 820. Noutra versão, Tomás é descrito como um jovem pobre que foi para Constantinopla e ali entrou ao serviço de um patrício com um alto cargo na corte. Depois, tendo sido descoberto a tentar cometer adultério com a esposa do seu mestre, Tomás refugiou-se junto dos árabes na Síria, onde permaneceu durante 25 anos. Alegando ser o imperador assassinado Constantino VI (r. 780–797), liderou depois uma invasão da Ásia Menor patrocinada pelos árabes, mas foi derrotado e punido.
A segunda versão é explicitamente preferida por Genésio e no Teófanes Continuado e é a única registada nas fontes do século IX, nomeadamente na crónica de Jorge Hamartolos (o Monge) na hagiografia A Vida dos Santos David, Simeão e Jorge de Lesbos. No entanto, o bizantinista francês Paul Lemerle considerou-a pouco fiável e produzida por Miguel II para desacreditar Tomás, uma interpretação que é seguida por muitos estudiosos modernos. O historiador J. B. Bury tentou conciliar as duas narrativas colocando a fuga de Tomás para junto dos abássidas cerca de 788 e a sua volta ao serviço dos bizantinos antes de 803.
Segundo a primeira versão, Tomás serviu como espatário (oficial do estado-maior) de Vardanes, o Turco, o monoestratego (comandante geral) dos temas orientais, que em 803 se rebelou contra o imperador Nicéforo I, o Logóteta (r. 802–811). Tomás e outros dois espatários (oficiais) do séquito de Vardanes, Leão, o Arménio, o futuro Leão V, e Miguel, o Sírio, o futuro Miguel II. Segundo uma tradição hagiográfica posterior, antes de lançar a sua revolta, Vardanes, acompanhado dos seus três protegidos, teria visitado um monge perto de Filomélio que tinha a reputação de prever o futuro. O monge predisse o que iria acontecer de facto: que a revolta iria fracassar, que Leão e Miguel se tornariam ambos imperadores e que Tomás seria aclamado imperador e morto. Vardanes fracassou na obtenção de apoio generalizado quando se revoltou. Leão e Miguel abandonaram-no rapidamente e desertaram para o campo imperial, sendo recompensados com postos militares importantes. Tomás continuou leal a Vardanes até este se render. Não há menções históricas a Tomás nos dez anos seguintes à rendição de Vardanes. Bury sugere que ele fugiu para junto dos árabes (pela segunda vez, de acordo com a sua interpretação), uma perspetiva aceite por muitos outros historiadores, como Alexander Vasiliev e Romilly James Heald Jenkins. No entanto, Warren Treadgold diz que Tomás permaneceu no Império Bizantino e pode inclusivamente ter permanecido ativo no exército, explicando a sua obscuridade pela associação de Tomás a Vardanes, que prejudicou a sua carreira.
Leão, o Arménio tornou-se imperador em julho de 813 como Leão V, o Arménio e apressou-se a recompensar os seus antigo companheiros dando-lhes o comando de unidades militares de elite. Miguel recebe a tagma dos Excubitores, um regimento de guarda profissional de cavalaria, e Tomás recebeu a Turma dos federados, uma divisão estacionada no Tema dos Anatólicos.

## Rebelião de Tomás

### Antecedentes e motivos
No dia de Natal de 820, Leão foi morto na capela do palácio por oficiais mandados por Miguel, o Sírio, que se tornou imperador. Quase simultaneamente, Tomás lançou uma rebelião no Tema dos Anatólicos. As fontes dividem-se sobre os motivos e a cronologia exata da revolta. Segundo Jorge, o Monge, as fontes hagiográficas e uma carta enviada por Miguel II ao imperador do Ocidente Luís I, o Pio, Tomás sublevou-se antes da usurpação de Miguel. Esta cronologia é seguida por cronistas posteriores, como Genésio, Teófanes Continuado e João Escilitzes, bem como alguns estudiosos modernos como John Bury e Alexander Kazhdan. Paul Lemerle rejeita essa cronologia, considerando-a uma tentativa de Miguel para justificar a sua revolta como reação ao fracasso de Leão em suprimir a rebelião de Tomás e para se ilibar das primeiras derrotas sofridas pelas tropas imperiais. Alguns estudos modernos seguem Lemerle e preferem o relato de Simeão Metafrastes — geralmente considerado a fonte mais precisa do século X — que escreveu que Tomás se rebelou em reação ao assassinato de Leão uns dias depois deste ter ocorrido.

Dois rivais lutaram por uma coroa, de que um deles se tinha apossado, mas não se podia dizer que a tivesse assegurado com firmeza. Miguel tinha sido eleito, aclamado e coroado na capital de forma regular, e tinha a vantagem de possuir a cidade imperial. [Tomás] tinha o apoio da maior parte das províncias asiáticas; só era um rebelde porque tinha fracassado.

John Bury
O império ficou dividido numa guerra que tinha mais de disputa do trono por dois rivais ao mesmo nível do que de rebelião contra um governo estabelecido. Miguel tinha Constantinopla e as províncias europeias, controlava a máquina burocrática imperial e tinha sido devidamente coroado pelo Patriarca, mas tinha chegado ao trono através do assassinato do imperador anterior, enquanto Tomás ganhou o apoio e legitimidade através da sua reivindicação de vingança de Leão e teve o apoio militar dos temas, inicialmente das da Ásia e depois também das da Europa. Tomás era uma figura muito  conhecida, popular e respeitada na Ásia Menor, onde Leão V tinha gozado de apoio considerável. Miguel, por outro lado, era praticamente desconhecido fora da capital, a sua carreira militar não era notável, não era culto nem tinha boas maneiras, era ridicularizado por ser gago e tinha fama de simpatizar com a seita religiosa herética dos Atínganos (Athínganoi), à qual a sua família tinha pertencido.

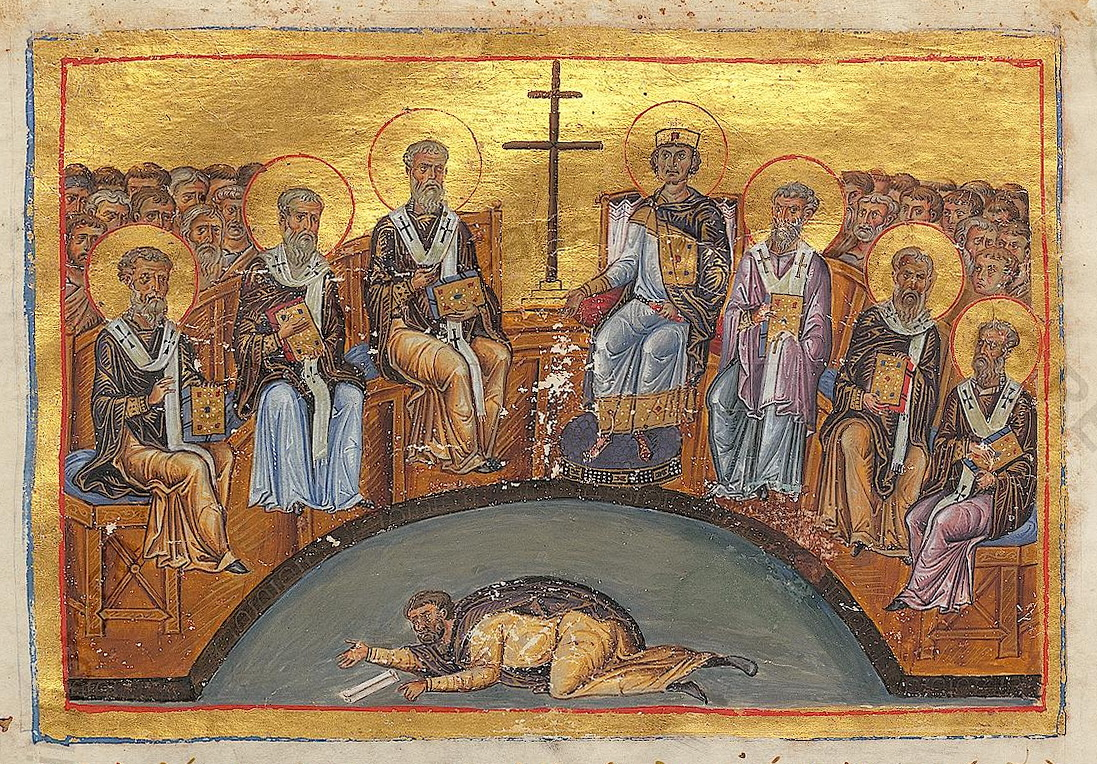
O imperador, deposto e morto pela sua mãe Irene de Atenas em 797

As fontes bizantinas sobre a rebelião de Tomás relatam que de facto ele não reclamou o trono sob o seu próprio nome, mas assumiu a identidade do imperador Constantino VI (r. 780–797), que tinha sido deposto e morto pela sua mãe Irene de Atenas em 797. Muitos estudiosos modernos seguem a tese de Lemerle, que rejeita esta história como sendo mais uma invenção posterior. É possível que essa história se baseie no facto de Tomás ter escolhido ser coroado com o nome de Constantino, mas não há provas disso. A possível apropriação da identidade de Constantino VI aparece ligada em algumas fontes à menção de rumores sobre o apoio de Tomás à adoração de ícones sagrados (Iconolatria), em oposição ao apoio de Miguel ao restauro da proibição do culto de imagens (Iconoclastia) — foi durante o reinado de Constantino VI que a veneração de ícones foi restaurada. No entanto, a linguagem ambígua das fontes, as simpatias iconoclastas em vários temas da Ásia Menor e a aliança de Tomás com os árabes parece contradizer um apoio aberto ao culto de imagens da sua parte. Atendendo à atitude conciliatória de Miguel em relação à adoração de imagens durante os primeiros anos do seu reinado, a controvérsia iconoclasta não parece ter sido um assunto de grande importância nessa altura e provavelmente não teve um papel relevante na revolta de Tomás. A imagem de Tomás como paladino iconólatra, em oposição ao "iconoclasta" Miguel II que aparece em fontes posteriores foi provavelmente resultante das opiniões iconoclastas dos seus autores. Warren Treadgold teorizou que a afirmação de Tomás de ser Constantino VI pode não ter sido mais que uma história posta a circular para ganhar apoio e que Tomás adotou uma "ambiguidade estudada" em relação aos ícones, planeada para atrair o apoio dos iconófilos. Nas palavras de Treadgold: «Tomás podia ser tudo para todos até ter conquistado todo o império, e depois teria tido tempo de desapontar alguns dos seus seguidores.»
Alguns historiadores, nomeadamente George Ostrogorsky, explicam o apoio generalizado que Tomás ganhou como uma expressão do descontentamento social entre as populações rurais, que sofriam com pesados impostos. Outros, como Lemerle, rejeitam que isso tenha sido um fator primário durante a revolta.
Genésio e outros cronistas relatam que Tomás também recebeu o apoio de «agarenos, indianos, egípcios, assírios, medos, abecásios, ziches, iberos, cabiros, eslavos, vândalos, getas, maniqueístas, lazes, alanos, cáldios, arménios e toda a espécie doutros povos.» Isto está na origem de teses modernas de que a revolta de Tomás representou um levantamento dos grupos étnicos não gregos do império, mas segundo Lemerle, o exagero desses registos é mais um caso de desinformação hostil forjada. Apesar de tudo, é quase certo que Tomás contou com o apoio dos vizinhos caucasianos do império, pois é mencionada a presença de abecásios, arménios e iberos no seu exército na quase contemporânea carta de Miguel II a Luís, o Pio. As razões para este aopio não são claras; Tomás pode ter feito promessas não especificadas, mas Lemerle escreve que os arménios podem ter sido motivados em parte por um desejo de vingança da morte do seu conterrâneo Leão.

### Início e propagação da revolta na Ásia Menor

Temas da Ásia Menor e da Trácia em 842

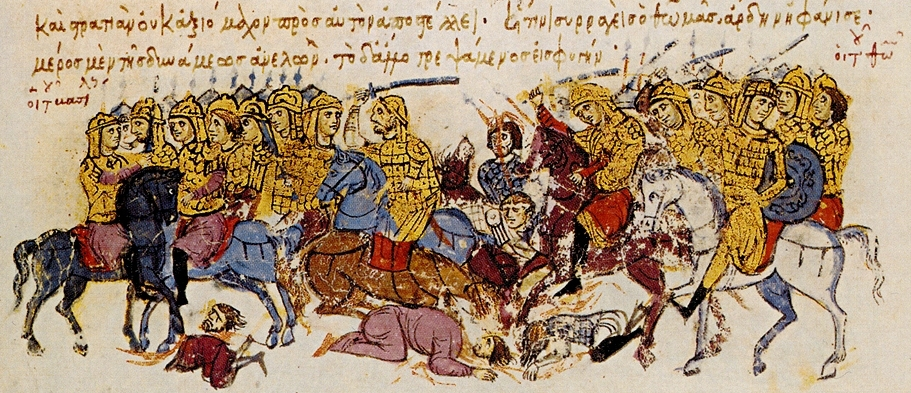
Tropas de Tomás derrotam o exército imperial na Ásia Menor. Iluminura do Escilitzes de Madri

Como comandante dos federados, Tomás tinha a sua base em Amório, a capital do Tema Anatólico. Embora fosse subalterno do estratego (governador militar), Tomás recebeu o apoio generalizado por toda a Ásia Menor quando se proclamou imperador. Em pouco tempo, todos os temas asiáticas estavam do lado de Tomás, à exceção de dois: o Tema Opsiciano, comandado pelo patrício Catácilas (Katakylas), um sobrinho de Miguel II, e o Tema Armeníaco, comandado por Olbianos. O Tema Tracesiano hesitou entre os dois rivais, mas acabou por dar o seu apoio a Tomás. Mais de dois terços das tropas bizantinas da Anatólia alinharam com Tomás, ao mesmo tempo que a deserção dos funcionários provinciais dos impostos lhe garantiram as necessárias receitas.
A primeira resposta de Miguel foi ordenar aos armeníacos que atacassem Tomás, mas eles foram facilmente vencidos em batalha e Tomás prosseguiu através das áreas orientais do Tema Armeníaco até ocupar a região fronteiriça da Cáldia. A conquista da província armeníaca ficou incompleta porque os abássidas, aproveitando-se da guerra civil bizantina, lançaram raides por terra e por mar contra o sul da Ásia Menor, onde Tomás tinha deixado poucas tropas. Em vez de voltar atrás para fazer frente aos ataques árabes, Tomás lançou uma invasão em larga escala contra territórios abássidas na primavera de 821, na Síria segundo Bury e outros, ou na parte da Arménia controlada pelos árabes, segundo Treadgold.
Tomás enviou depois um emissário ao califa Almamune, que ficou suficientemente impressionado com a demonstração de força de Tomás para receber as suas propostas, especialmente devido aos problemas internos do califado com a rebelião dos curramitas liderados por Pabeco. Tomás e Almamune assinaram um tratado de paz e de aliança mútua. O califa autorizou Tomás a recrutar homens nos territórios controlados pelos árabes e a cruzar a fronteira para ir a Antioquia, uma possessão do califado, onde foi coroado imperador pelo iconófilo Patriarca de Antioquia Job. Em troca, Tomás terá prometido ceder territórios não especificados e tornar-se um vassalo tributário do califa, embora se desconheçam os termos exatos do acordo. Sensivelmente ao mesmo tempo, Tomás adotou um jovem de origem obscura, a que chamou Constâncio e fê-lo seu coimperador.

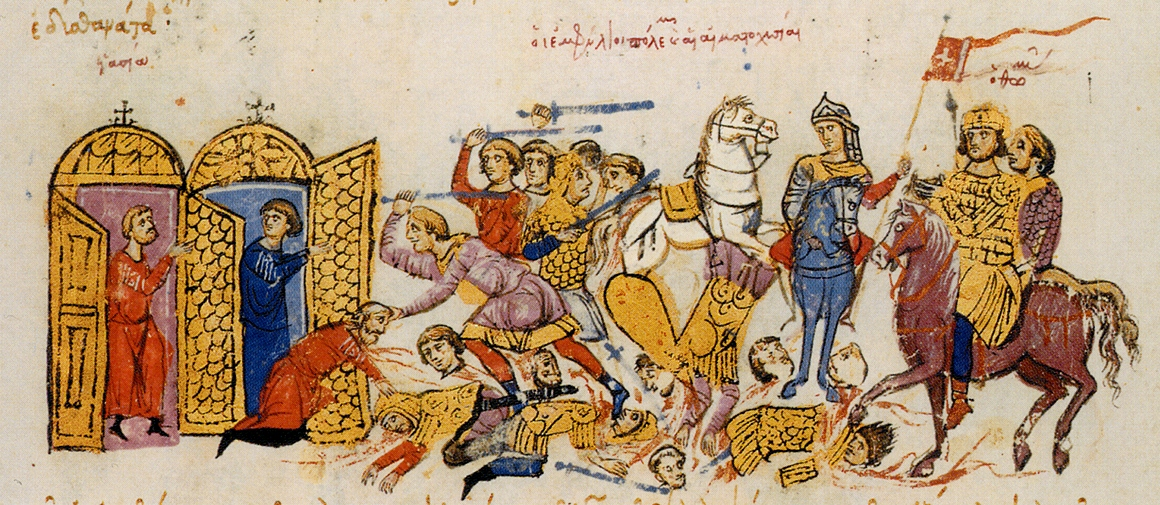
Conquista de uma cidade na Ásia Menor pelas tropas de Tomás. Iluminura do Escilitzes de Madri

Entretanto, Miguel II tentou obter o apoio entre os iconófilos nomeando um familiar seu como Arcebispo de Éfeso, mas o seu plano falhou quando este recusou ser consagrado pelo manifestamente iconoclasta António Cassímatas. Numa tentativa de consolidar o apoio dos dois temas asiáticos que ainda lhe eram fiéis, Miguel proclamou uma redução de 25% nos impostos em 821-822.
No verão de 821, Tomás tinha consolidado a sua posição no Oriente, apesar dos Temas Opsiciano e Armeníaco ainda não o reconhecerem. Começou então a preparar o derradeiro prémio: Constantinopla, a possessão que por si só conferia legitimidade total a um imperador. Tomás reuniu tropas e abastecimentos e construiu máquinas de cerco. Para contrabalançar a poderosa marinha imperial estacionada na capital, construiu novos navios para aumentar a sua frota, constituída pelos temas navais de Cibirreota e do Egeu e possivelmente também por forças navais do Tema da Hélade. Tomás convocou Gregório Ptéroto, um general e sobrinho de Leão V que tinha sido exilado na ilha de Esquiro por Miguel, e deu-lhe o comando da sua marinha. Em outubro, as frotas dos temas leais a Tomás concentraram-se em Lesbos e o exército terrestre iniciou a marcha do Tema Tracesiano para Abidos, onde planeavam cruzar o estreito do Helesponto para a Europa.
Foi então que Tomás sofreu o seu primeiro revés. Antes da sua partida para Abidos, ele tinha enviado um exército comandado pelo seu filho adotivo Constâncio contra os armeníacos. Constâncio caiu numa emboscada do estratego Olbianos e foi morto, apesar do exército ter conseguido retirar com relativamente poucas baixas. A cabeça cortada de Constâncio foi enviada a Miguel, que a enviou para Tomás em Abidos. Tomás não se intimidou com o contratempo relativamente menor e cruzou o estreito para a Europa em finais de outubro ou início de novembro de 821. Constâncio foi prontamente substituído como coimperador por outro desconhecido, um antigo monge chamado Anastácio que também foi adotado por Tomás.

### Cerco de Constantinopla

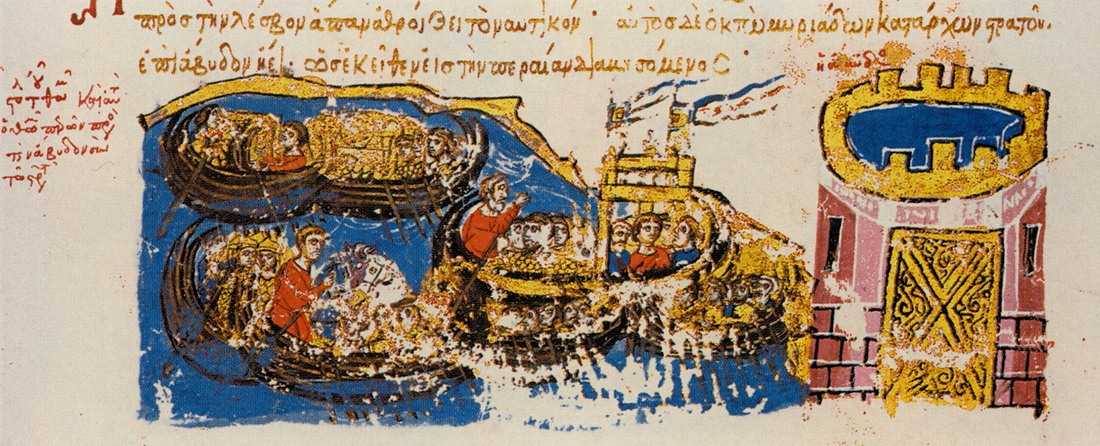
Tomás e suas tropas a cruzarem o Helesponto em Abidos para desembarcarem na Trácia. Iluminura do Escilitzes de Madri

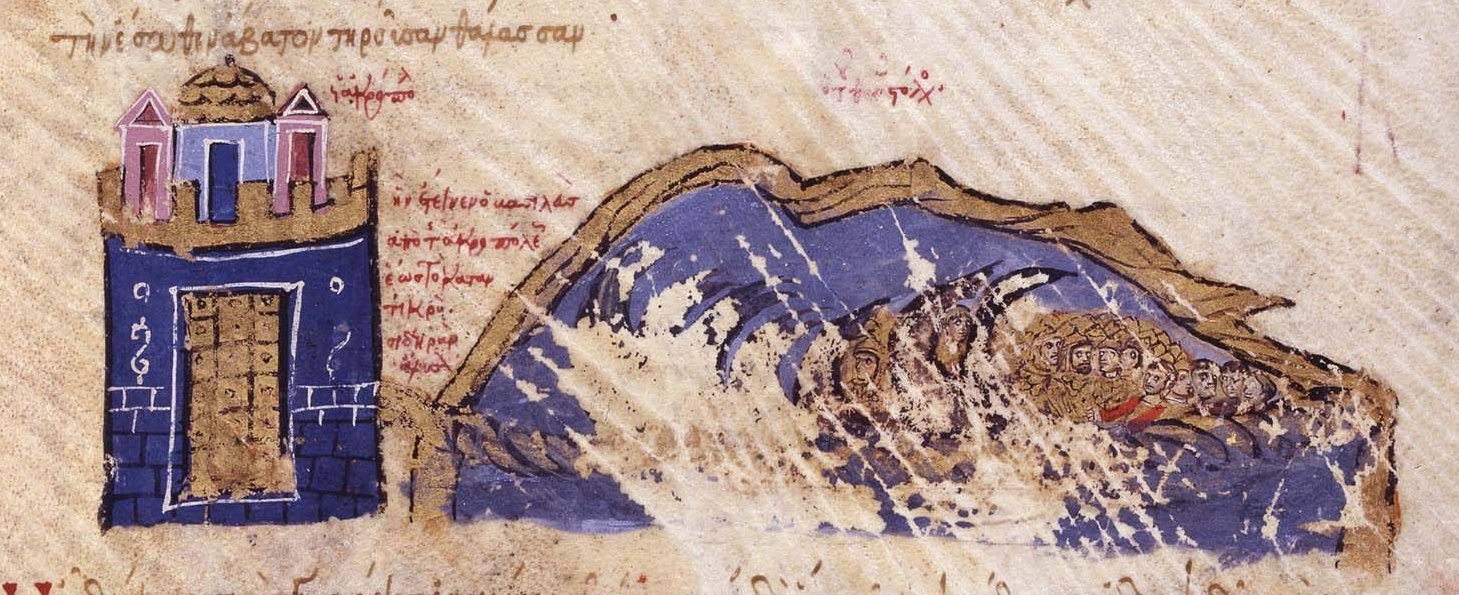
Cadeia impede que frota de Tomás entre no Corno de Ouro. Iluminura do Escilitzes de Madri

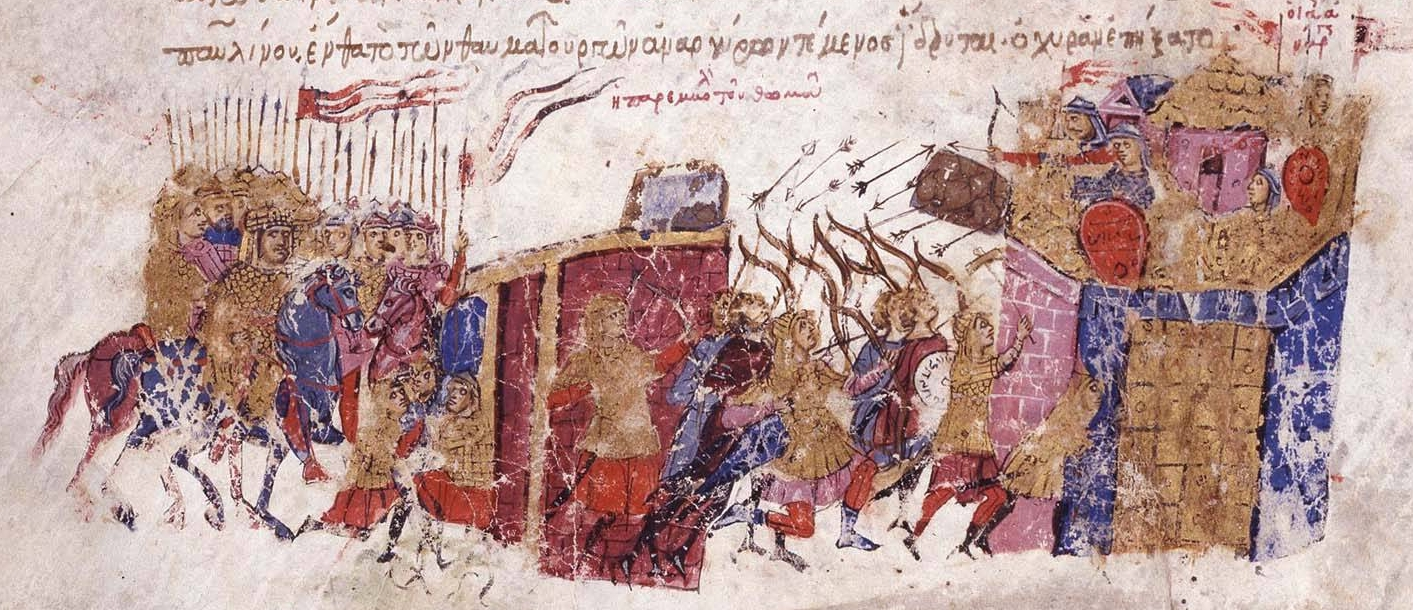
Tropas de Tomás atacando o bairro de Blaquerna. Iluminura do Escilitzes de Madri

Antecipando o lance de Tomás, Miguel tinha ido com um exército aos temas da Trácia e da Macedónia, no interior europeu nas vizinhanças de Constantinopla, e tinha reforçado as guarnições de diversas fortalezas na região para assegurar a lealdade das populações. Quando Tomás desembarcou, as populações das províncias europeias receberam-no entusiasticamente e Miguel foi forçado a retirar para a capital. Vários voluntários, onde se incluíam muitos eslavos, juntaram-se ao estandarte de Tomás. À medida que se dirigia a Constantinopla, o exército de Tomás foi-se dilatando e segundo os cronistas chegou a contar com cerca de 80 000 homens. A capital foi defendida pela tagma (unidade militar de elite) imperial, reforçada por tropas dos temas de Opsiciano e Armeníaco. Miguel tinha mandado reparar as muralhas e fechar a entrada do estuário do Corno de Ouro com uma gigantesca cadeia, enquanto a marinha imperial guardava a capital a partir do mar. No entanto, a julgar pela atitude passiva de Miguel, as suas forças deviam ser inferiores às de Tomás — Warren Treadgold estima que o exército de Miguel teria cerca de 35 000 homens.
A armada de Tomás chegou primeiro à capital. Não encontrando resistência por parte da marinha imperial, os rebeldes quebraram ou abriram a cadeia que fechava o Corno de Ouro e concentraram-se na embocadura do rio Barbíssos, onde esperaram a chegada de Tomás e do seu exército, que chegariam no início de dezembro. A força impressionante do exército rebelde não impressionou os habitantes da capital: ao contrário das províncias, a guarnição e os cidadãos da capital mantiveram-se firmemente ao lado de Miguel. Para encorajar ainda mais as suas tropas, Miguel mandou o seu filho Teófilo encabeçar uma procissão ao longo das muralhas, carregando um pedaço da Vera Cruz e o manto da Virgem Maria, ao mesmo tempo que um grande estandarte foi içado no cimo da Igreja de Santa Maria de Blaquerna, à vista de ambos os exércitos.
Depois de subjugar as cidades à volta da capital, Tomás resolveu atacar Constantinopla de três lados, esperando talvez com isso impressionar os habitantes ou provocar deserções. Os seus lugar-tenentes Anastácio e Gregório Ptéroto atacariam as muralhas de Teodósio terrestres e marítimas, enquanto ele lideraria o ataque principal contra as defesas menos formidáveis que protegiam Blaquerna. Todas as unidades de Tomás dispunham de muitas máquinas de cerco e catapultas e os seus navios estavam bem fornecidos de fogo grego e de grandes catapultas navais. Todos os ataques de Tomás fracassaram: a artilharia dos defensores revelou-se superior e manteve os engenhos de Tomás longe das muralhas terrestres, enquanto ventos adversos impediram os navios de empreender qualquer ação significativa. Tomás concluiu que quaisquer operações durante o inverno seriam arriscadas e dificilmente teriam êxito, pelo que suspendeu todos ataques até à primavera e retirou o seu exército para quartéis de inverno.

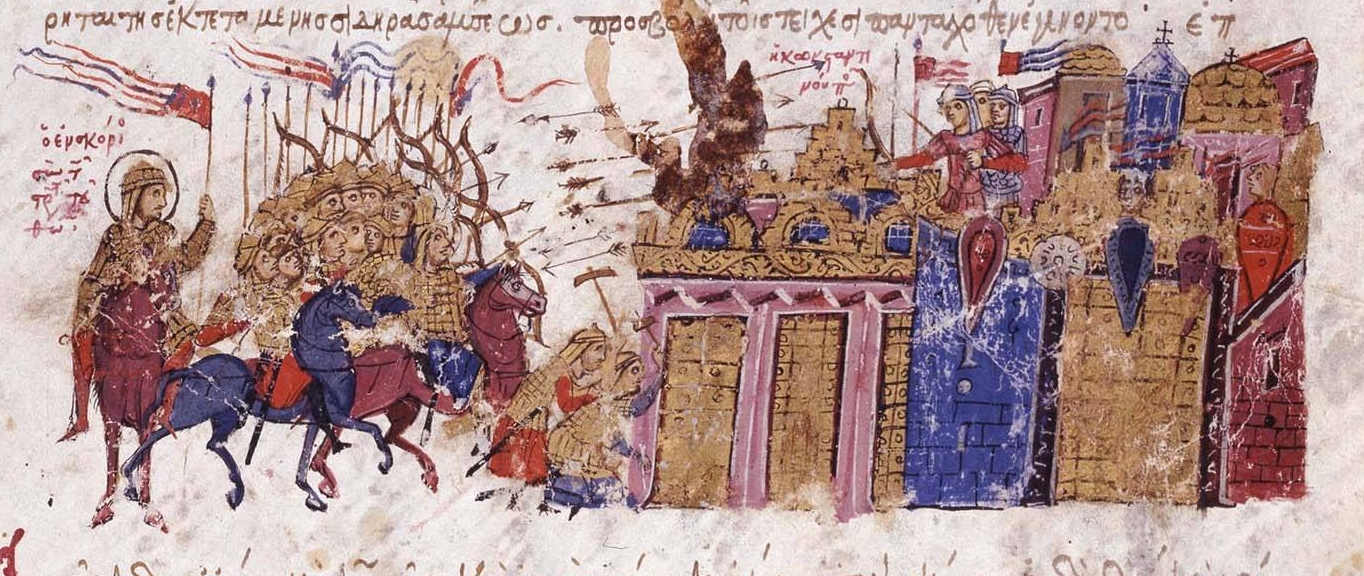
Tropas de Tomás atacando as muralhas. Iluminura do Escilitzes de Madri

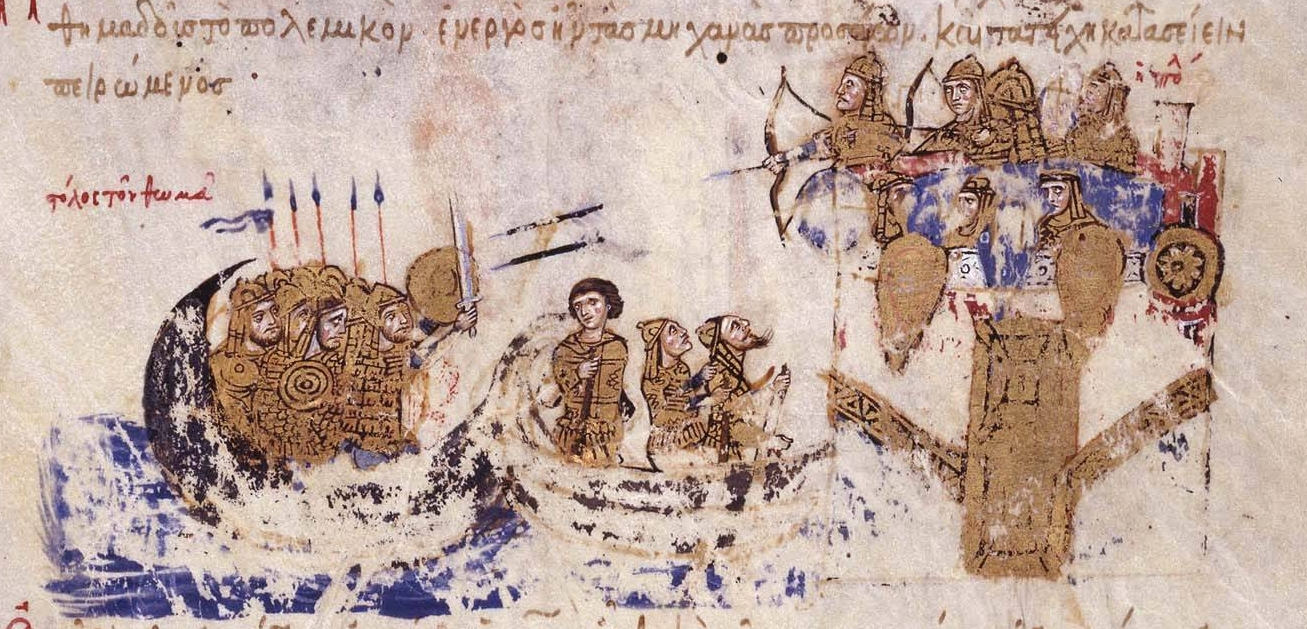
Frota de Tomás sendo repelida das muralhas. Iluminura do Escilitzes de Madri

Miguel aproveitou a pausa nos combates para chamar reforços da Ásia Menor e reparar as muralhas de Blaquerna. Quando Tomás voltou na primavera, focou o seu ataque no setor de Blaquerna. Antes da ofensiva, Miguel em pessoa subiu às muralhas e falou às tropas de Tomás, exortando-as a abandonar o seu comandante e prometendo-lhes uma amnistia se eles desertassem. O exército de Tomás viu nesse apelo um sinal de fraqueza e avançou com confiança para iniciar o assalto, mas quando se aproximaram das muralhas os defensores abriram as portas e atacaram. Esta arremetida violenta fez o exército de Tomás recuar. Enquanto isso, a marinha imperial derrotou a força naval de Tomás, cujos navios se partiram e as tripulações fugiram em pânico para terra. A derrota diminuiu o poder naval de Tomás e apesar do cerco e bloqueio terrestre ter continuado, a derrota desmoralizou os sitiantes, que começaram a desertar. Gregório Ptéroto, cuja família estava nas mãos de Miguel, foi um dos desertores, juntamente com um pequeno grupo de homens leais a ele; saiu do campo rebelde, dirigiu-se para ocidente, e enviou um monge a Miguel informando-o da sua deserção, mas o monge não logrou passar o bloqueio e chegar à capital. Quando soube da traição, Tomás reagiu rapidamente: seguiu Gregório com um destacamento, derrotou os desertores e matou o seu comandante.
Tomás explorou essa pequena vitória, proclamando que derrotou as tropas de Miguel "por terra e por mar" e enviando mensagens aos temas da Grécia, cujo apoio tinha sido pouco entusiástico até então, pedindo mais navios. Os temas responderam energicamente, enviando as suas esquadras, que alegadamente totalizavam 350 navios, para se juntarem a ele. Com este reforço, Tomás decidiu lançar um assalto em duas frentes às muralhas do mar de Constantinopla, com a frota original atacando do lado do Corno de Ouro e a nova frota atacando do Mar de Mármara, a sul. No entanto, Miguel não ficou parado: a sua frota atacou os navios dos temas recém-chegados pouco depois de terem ancorado em Birida. Usando fogo grego, a marinha imperial destruiu muitos dos navios rebeldes e capturou a maior parte dos que restaram; apenas alguns lograram escapar e reunir-se às forças de Tomás.

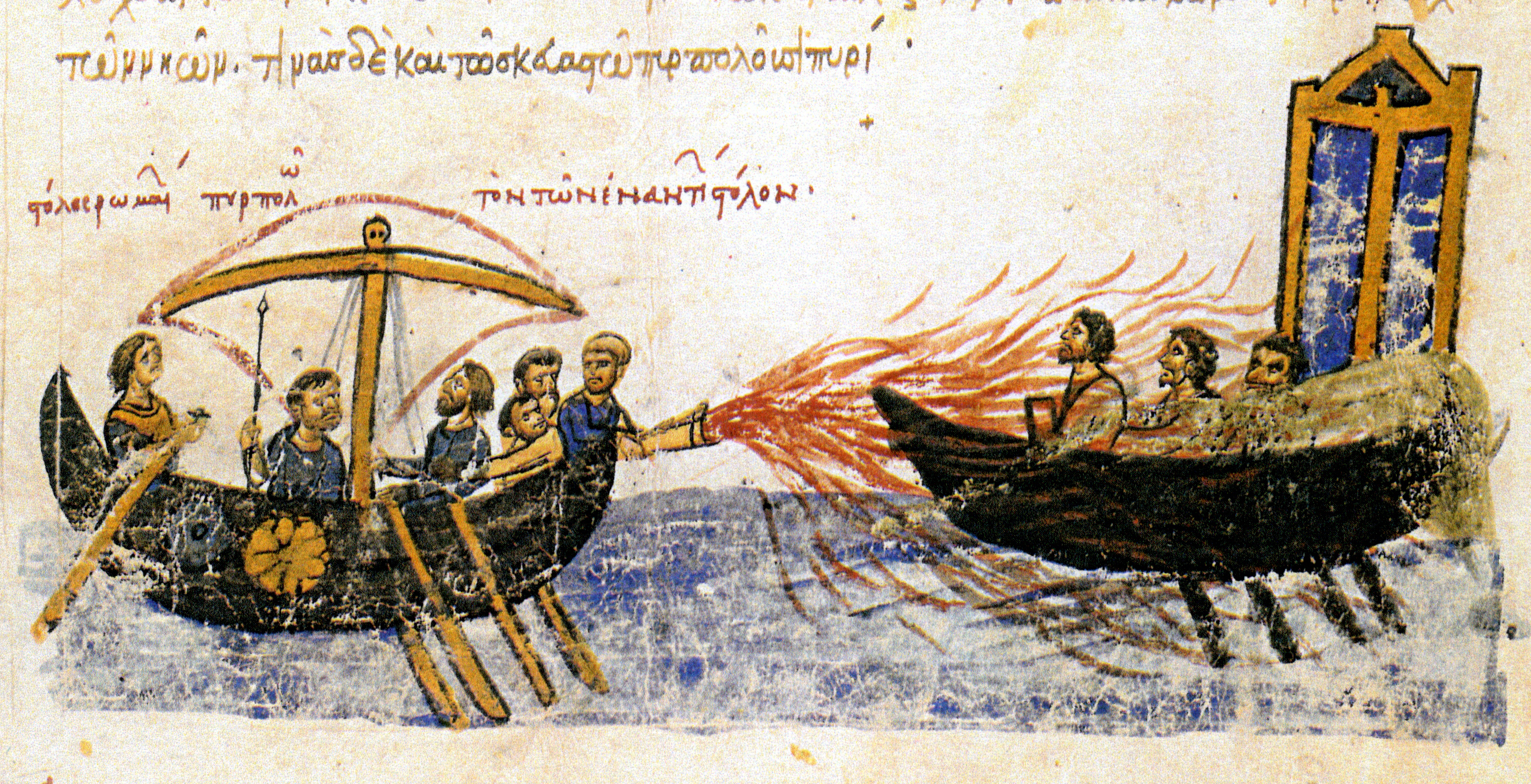
Navios de Miguel II atacando navios de Tomás com fogo grego. Iluminura do Escilitzes de Madri

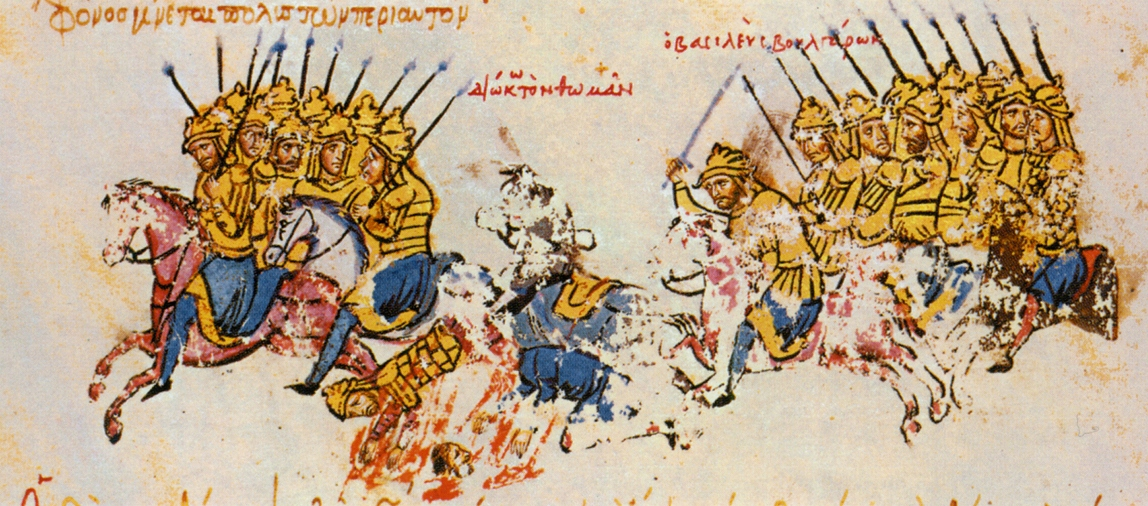
Ataque dos búlgaros comandados pelo cã Omortague às tropas de Tomás. Iluminura do Escilitzes de Madri

Com essa vitória, Miguel assegurou controlo do mar, mas o exército de Tomás manteve superioridade em terra e continuou o bloqueio. Ao longo do resto do ano registaram-se pequenas escaramuças, com as tropas de Miguel a fazer surtidas a partir da cidade para atacar as forças de Tomás. Embora ambos os lados tenham reclamado pequenos êxitos nestes combates, nenhum deles conseguiu obter uma vantagem decisiva.
Miguel virou-se para o vizinho do norte do império, a Bulgária, para pedir ajuda. Os dois estados estavam ligados por um tratado de 30 anos assinado por Leão V e o czar búlgaro, o cã Omortague (r. 815–831), que respondeu de bom grado ao pedido de assistência de Miguel. Segundo uma tradição posterior, relatada por Genésio e no Teófanes Continuado, Omortagueteria atuado por sua iniciativa, contra a vontade de Miguel, o que é quase universalmente rejeitado como sendo uma versão forjada ou pelo menos incentivada por Miguel, que não queria ser visto como alguém que encorajou os "bárbaros" a invadirem o império. O exército búlgaro invadiu a Trácia, provavelmente em novembro de 822 (Bury acreditava que o ataque búlgaro só ocorreu na primavera de 823), e avançou para Constantinopla. Tomás levantou o cerco e marchou ao seu encontro com o seu exército. Os dois exércitos encontraram-se na planície de Cedúcto perto de Heracleia (atual Marmara Ereğlisi, na província de Tekirdağ), naquela que ficou conhecida como a Batalha de Cedúcto nos registos bizantinos. Os relatos da batalha diferem entre si: segundo quase contemporâneo Jorge Hamartolo (o Monge), Tomás «matou muitos búlgaros», mas segundo fontes posteriores, Tomás perdeu a batalha. Dado a inexistência de atividade búlgara após a batalha, a maioria dos historiadores modernos, com a notável exceção de Bury, acreditam que Tomás saiu vitorioso.

### Derrota e morte de Tomás, fim da revolta
Tomás não foi capaz de retomar o cerco: além das pesadas baixas provavelmente sofridas pelo seu exército, a sua frota, que ele tinha deixado no Corno de Ouro, rendeu-se a Miguel durante a sua ausência. Tomás montou acampamento na planície de Diábase, na Trácia, a cerca de 40 km a oeste de Constantinopla, onde passou o inverno e o início da primavera. Embora alguns dos seus homens tenham desertado, a maior parte manteve-se-lhe fiel. Finalmente, no final de abril de 823, Miguel marchou com as suas tropas contra Tomás, na companhia dos generais Olbiano e Catácilas com tropas frescas vindas da Ásia Menor. Tomás marchou ao seu encontro e planeou usar um estratagema para vencer pela astúcia os seus oponentes: os seus homens, pretensamente desmoralizados, fingiriam querer abandoná-lo e quando o exército imperial abrisse as suas linhas para os perseguir, eles virar-se-iam e atacariam. No entanto, as tropas de Tomás estavam já desgastadas pelo conflito prolongado e a sua submissão já não era genuína. Muitos renderam-se a Miguel, enquanto outros fugiram para as cidades fortificadas próximas. Tomás procurou refúgio em Arcadiópolis, juntamente com um grande grupo. O seu filho adotivo Anastácio foi com alguns dos homens de Tomás para Bizie e outros fugiram para Pânio e Heracleia.

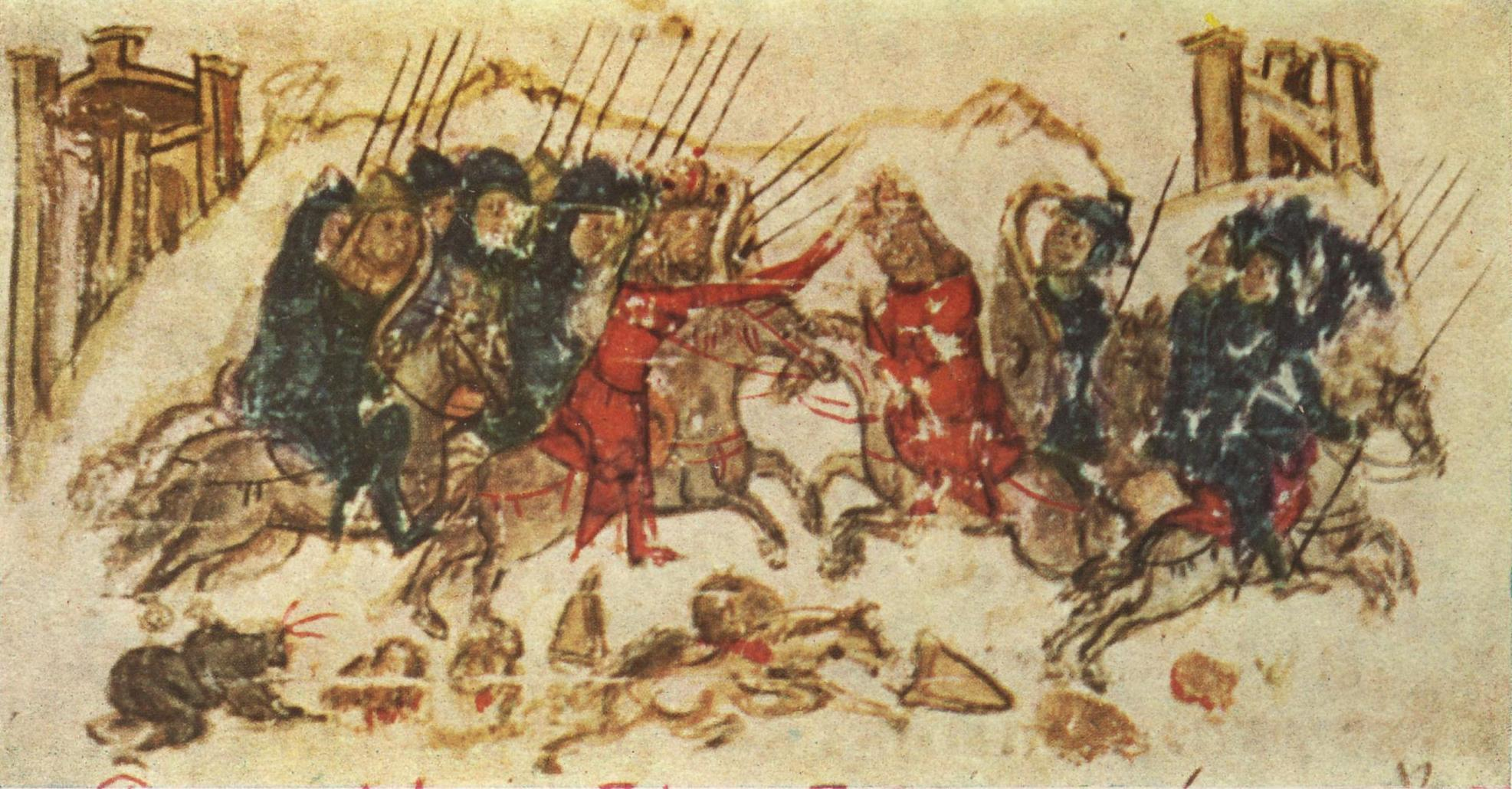
A derrota de Tomás pelo exército de Miguel II. Iluminura da crónica de Constantino Manasses

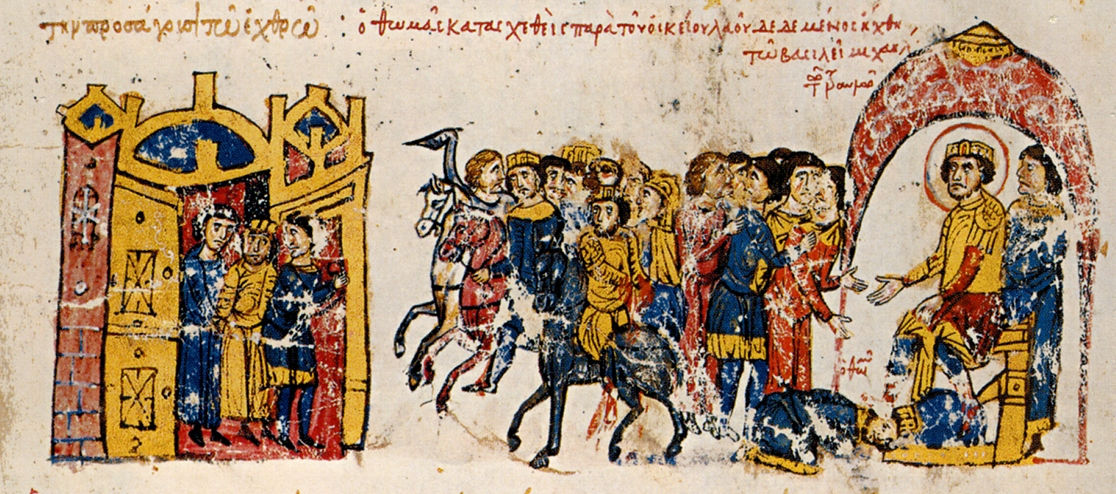
A rendição e humilhação de Tomás. Iluminura do Escilitzes de Madri

Miguel bloqueou as cidades de refúgio das tropas de Tomás, mas não lançou quaisquer assaltos, com o objetivo de as capturar pacificamente desgastando os sitiados. Esta atitude teria sido motivada para assim poder explorar a imagem de misericordioso e de alguém que não queria derramar sangue cristão, conforme ele próprio se apresentou na carta que escreveu a Luís, o Pio, mas segundo os cronistas, também por receio de mostrar aos búlgaros que as fortificações das cidades bizantinas eram vulneráveis a ataques.
Na Ásia Menor, os partidários de Tomás tentaram atrair Miguel e levá-lo a abandonar os cercos, dando livre passagem aos raides árabes nas províncias de Opsício e Optimato, leais ao imperador. No entanto, Miguel prosseguiu com o bloqueio, e as suas tropas barraram o acesso a Arcadiópolis escavando um fosso. Para conservar os mantimentos, as tropas sitiadas mandaram embora primeiro as mulheres e crianças, e depois os mais velhos, feridos ou incapazes de pegar em armas. Depois de cinco meses de bloqueio, os homens leais a Tomás foram forçados a comer cavalos famintos e as suas peles. Alguns começaram a desertar descendo as muralhas com cordas ou saltando. Tomás enviou mensageiros para Bizie, onde o bloqueio era menos apertado, pedindo a Anastácio que tentasse enviar reforços, mas antes que qualquer coisa pudesse ser feita, as tropas exaustas em Arcadiópolis entregaram o seu líder em troca de um perdão imperial. Tomás foi entregue a Miguel montado num burro e preso em correntes, foi prosternado diante de Miguel, que pôs o pé em cima do pescoço do seu rival e ordenou que lhe cortassem as mãos e pés e que o seu cadáver fosse empalado. Tomás pediu clemência dizendo: «Tem misericórdia de mim, oh verdadeiro imperador!» Miguel só pediu ao seu cativo que lhe revelasse se algum dos seus oficiais superiores tinham tido relações com Tomás. Mas antes que este pudesse responder, o logóteta do dromo (responsável das relações diplomáticas do império) João Hexabúlio desaconselhou-o a ouvir o que quer que um rebelde derrotado pudesse dizer. Miguel concordou e a sentença de morte de Tomás foi executada imediatamente.
Quando os habitantes de Bizie souberam do destino de Tomás, entregaram Anastácio, que teve a mesma sorte que o seu pai adotivo. Em Pânio e Heracleia, os homens de Tomás resistiram até ter ocorrido um terramoto, em fevereiro de 824. O sismo danificou severamente as muralhas de Pânio, e a cidade rendeu-se. Os estragos em Heracleia foram menores, mas também aí as tropas de Tomás foram forçadas a render-se depois de tropas de Miguel terem desembarcado. Na Ásia Menor, a maior parte dos partidários leais a Tomás submeteram-se pacificamente, mas no Tema Cibirreota, a resistência arrastou-se até ser suprimida pelo estratego João Equimo. Em Tracesiano, os soldados de Tomás tornaram-se assaltantes.
A oposição mais forte deu-se na Ásia Menor central e foi protagonizada por dois oficiais, que provavelmente tinham sido estratego (oficiais superiores) de Tomás: Coireu (Choireus), que tinha a sua base em Cabala (Kaballa), a noroeste de Icónio (atualmente Cónia); e Gazareno Coloniata, que tinha a sua base em Saniana, a sudeste de Ancira (atualmente  Ancara). Dos seus redutos, estes oficiais recusaram  desdenhosamente o perdão oferecido por Miguel e o altos cargos de magistro, e fizeram raides nas províncias que tinham passado para o controlo do imperador. No entanto, em pouco tempo os agentes de Miguel persuadiram os habitantes dos dois fortes a fecharem as portas aos seus comandantes. Coireu e Coloniata tentaram então procurar refúgio em território árabe, mas no caminho foram atacados por tropas imperiais, capturados e crucificados.

### Rescaldo e consequências da revolta

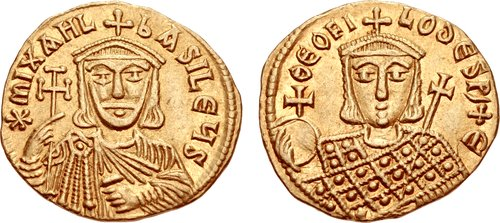
Soldo de ouro com as efígies de Miguel II e do seu filho e sucessor Teófilo

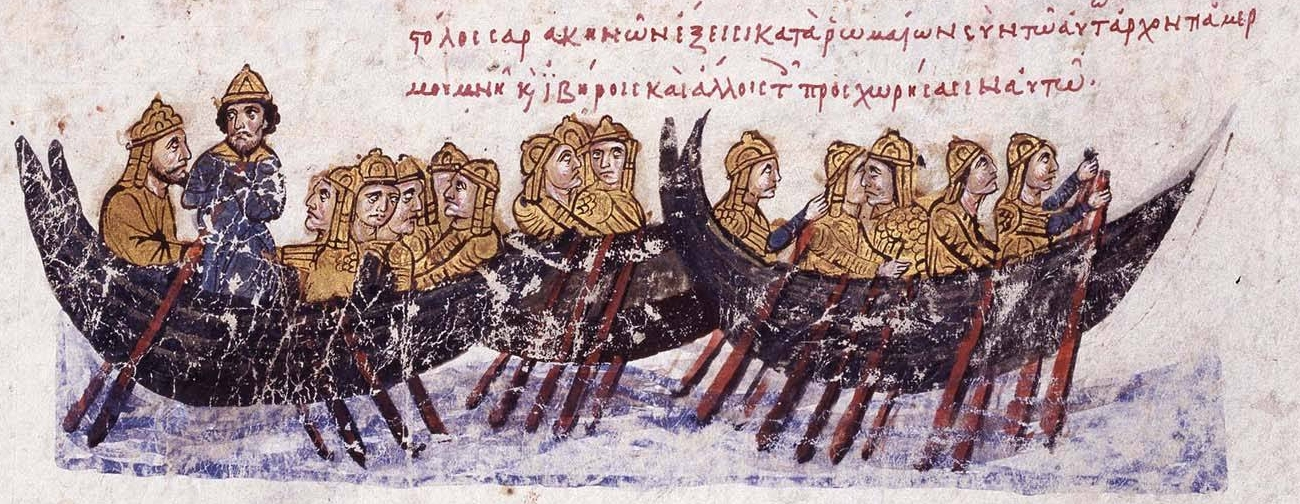
Frota sarracena navega em direção a Creta na década de 820. Iluminura do Escilitzes de Madrid

O fim da grande rebelião de Tomás foi celebrada por Miguel II com cerimónia triunfal celebrada em maio de 824 em Constantinopla. Ao mesmo tempo que mandou executar os militares voluntários do Califado e talvez também os eslavos, o elevado número de pessoas envolvidas e a necessidade de parecer clemente e benevolente com vidas de cristãos e de restaurar a tranquilidade interna aos seus domínios, levaram Miguel a tratar os restantes partidários de Tomás com brandura: muitos foram libertados depois de desfilarem no Hipódromo durante o seu triunfo e só os mais perigosos foram exilados para cantos remotos do império. Num esforço de desacreditar o seu oponente, Miguel patrocinou uma versão "oficial" muito distorcida da biografia de Tomás e da história da revolta. Esse documento foi escrito pelo diácono Ignatios e publicado em 824 com o título Contra Tomás. Este relato tornou-se rapidamente a versão oficial dos eventos.
Tomás falhou, apesar das suas qualidades e do apoio generalizado que ganhou, que lhe valeu chegar a ter o controle da maior parte do império. Paul Lemerle argumenta que diversos fatores tiveram um papel importante na derrota de Tomás: os temas asiáticas que ele não subjugou forneceram reforços a Miguel; a armada de Tomás teve um mau desempenho; e a ofensiva búlgara fê-lo afastar-se da capital e enfraqueceu o seu exército. Mas os obstáculos mais decisivos foram as muralhas inexpugnáveis de Constantinopla, que asseguravam que um imperador que controlasse a capital só podia ser destronado no interior da cidade.
A revolta de Tomás foi o principal acontecimento doméstico do reino de Miguel II, mas não foi muito destrutivo em termos materiais: à parte da Trácia, que sofreu bastante com a presença prolongada dos exércitos rivais e com as batalhas que lá se travaram, a maior parte do império foi poupado às devastações da guerra. A marinha bizantina sofreu pesadas baixas, particularmente com a grande destruição sofrida pelos temas navais, enquanto que comparativamente as forças terrestres sofreram poucas baixas. O enfraquecimento militar a desordem interna foram rapidamente explorados pelos muçulmanos: nos anos seguintes à revolta de Tomás, exilados do Alandalus conquistaram Creta e os Aglábidas da Tunísia iniciaram a sua conquista da Sicília, ao mesmo tempo que no Oriente os bizantinos foram forçados a manter uma atitude geralmente defensiva em relação ao Califado.
Académicos mais recentes têm debatido o grau de influência da guerra civil nas derrotas militares bizantinas durante esse período, evocando outras razões para as explicarem. Na opinião de Warren Treadgold, as forças militares imperiais recuperaram relativamente depressa e a incompetência dos comandos militares, juntamente com a distância da Sicília, a inexistência de tropas regulares em Creta, a simultaneidade dos ataques em ambas as ilhas e a falta de interesse de longa data do governo bizantino na marinha de guerra, foram muito mais responsáveis pela perda das ilhas.